# Discografia di Morgan Wallen
La discografia di Morgan Wallen, cantautore country statunitense attivo dal 2015, è composta da quattro album in studio, quattroextended play e ventisei singoli. L'artista ha venduto circa 16 milioni di copie di album nel mondo, mentre le copie dei singoli ammontano a oltre 13 milioni. L'artista vanta inoltre singoli in collaborazione con i Florida Georgia Line, Diplo, Lil Durk, Ernest, Chris Stapleton, Eric Church e Hardy.

## Album in studio
| Anno                                                                       | Titolo e dettagli | Classifiche | Classifiche | Classifiche | Classifiche | Classifiche | Classifiche | Classifiche | Classifiche | Certificazioni                                                                |
| Anno                                                                       | Titolo e dettagli | USA         | USA Country | AUS         | CAN         | IRL         | NOR         | NZL         | UK          | Certificazioni                                                                |
| -------------------------------------------------------------------------- | --- | ----------- | ----------- | ----------- | ----------- | ----------- | ----------- | ----------- | ----------- | ----------------------------------------------------------------------------- |
| 2018                                                                       | If I Know Me - Pubblicato: 27 aprile 2018 - Etichetta: Big Loud - Formati: CD, LP, download digitale                          | 10          | 1           | 53          | 21          | —           | —           | —           | —           | - USA: Platino (3)                                                            |
| 2021                                                                       | Dangerous: The Double Album - Pubblicato: 8 gennaio 2021 - Etichetta: Big Loud, Republic - Formati: CD, LP, download digitale | 1           | 1           | 2           | 1           | 33          | —           | 14          | 77          | - AUS: Platino - CAN: Platino (4) - NZL: Oro - UK: Argento - USA: Platino (6) |
| 2023                                                                       | One Thing at a Time - Pubblicato: 3 marzo 2023 - Etichetta: Big Loud, Republic, Mercury - Formati: CD, LP, download digitale  | 1           | 1           | 1           | 1           | 14          | 9           | 1           | 40          | - AUS: Platino (2) - CAN: Platino - NZL: Platino - UK: Oro - USA: Platino (7) |
| 2025                                                                       | I'm the Problem - Pubblicato: 16 maggio 2025 - Etichetta: Big Loud, Republic, Mercury - Formati: CD, LP, download digitale    | —           | —           | 1           | —           | —           | —           | —           | —           |                                                                               |
| "—" indica una pubblicazione non classificata o distribuita in quel paese. | |             |             |             |             |             |             |             |             |                                                                               |

## Extended play
| Anno                                                                       | Titolo e dettagli | Classifiche | Classifiche |
| Anno                                                                       | Titolo e dettagli | USA         | USA Country |
| -------------------------------------------------------------------------- | --- | ----------- | ----------- |
| 2015                                                                       | Stand Alone - Pubblicato: 24 agosto 2015 - Etichetta: Panacea Records - Formati: CD, download digitale                                | 154         | 25          |
| 2016                                                                       | The Way I Talk - Pubblicato: 29 luglio 2016 - Etichetta: Big Loud Mountain - Formato: download digitale                               | —           | —           |
| 2018                                                                       | Morgan Wallen - Pubblicato: 12 gennaio 2018 - Etichetta: Big Loud Mountain - Formato: download digitale                               | —           | 45          |
| 2022                                                                       | One Thing at a Time (Sampler) - Pubblicato: 2 dicembre 2022 - Etichetta: Big Loud, Republic, Mercury - Formati: CD, download digitale | —           | —           |
| "—" indica una pubblicazione non classificata o distribuita in quel paese. | |             |             |

## Singoli

### Come artista principale
| Anno                                                                       | Titolo                                   | Classifiche | Classifiche | Classifiche | Classifiche | Classifiche | Classifiche | Classifiche | Classifiche | Classifiche | Certificazioni                                                                         | Album di provenienza        |
| Anno                                                                       | Titolo                                   | USA         | USA Country | AUS         | CAN         | IRL         | NOR         | NZL         | SWE         | UK          | Certificazioni                                                                         | Album di provenienza        |
| -------------------------------------------------------------------------- | ---------------------------------------- | ----------- | ----------- | ----------- | ----------- | ----------- | ----------- | ----------- | ----------- | ----------- | -------------------------------------------------------------------------------------- | --------------------------- |
| 2016                                                                       | The Way I Talk                           | —           | 35          | —           | —           | —           | —           | —           | —           | —           | - USA: Platino (3) - CAN: Platino                                                      | If I Know Me                |
| 2017                                                                       | Up Down (featuring Florida Georgia Line) | 49          | 5           | —           | 89          | —           | —           | —           | —           | —           | - USA: Platino (5) - CAN: Platino (3)                                                  | If I Know Me                |
| 2018                                                                       | Whiskey Glasses                          | 17          | 1           | —           | 44          | —           | —           | —           | —           | —           | - USA: Platino (9) - CAN: Platino (7) - UK: Argento                                    | If I Know Me                |
| 2019                                                                       | Chasin' You                              | 16          | 2           | —           | 44          | —           | —           | —           | —           | —           | - USA: Platino (6) - CAN: Platino (3) - UK: Argento                                    | If I Know Me                |
| 2020                                                                       | More Than My Hometown                    | 15          | 2           | —           | 22          | —           | —           | —           | —           | —           | - USA: Platino (6) - AUS: Platino (2) - CAN: Platino (4)                               | Dangerous: The Double Album |
| 2020                                                                       | 7 Summers                                | 6           | 1           | —           | 15          | —           | —           | —           | —           | —           | - USA: Platino (4) - AUS: Oro - CAN: Platino (3)                                       | Dangerous: The Double Album |
| 2021                                                                       | Sand in My Boots                         | 30          | 2           | —           | 31          | —           | —           | —           | —           | —           | - USA: Platino (2) - AUS: Platino - CAN: Platino (2)                                   | Dangerous: The Double Album |
| 2022                                                                       | Wasted on You                            | 9           | 1           | —           | 10          | —           | —           | —           | —           | —           | - USA: Platino (7) - AUS: Platino (3) - CAN: Platino (3) - UK: Argento                 | Dangerous: The Double Album |
| 2022                                                                       | You Proof                                | 5           | 1           | 20          | 9           | 96          | —           | 37          | —           | —           | - USA: Platino (4) - AUS: Platino (3) - CAN: Platino (2) - UK: Argento                 | One Thing at a Time         |
| 2022                                                                       | Thought You Should Know                  | 7           | 1           | —           | 14          | —           | —           | —           | —           | —           | - USA: Platino (4) - AUS: Platino - CAN: Platino                                       | One Thing at a Time         |
| 2023                                                                       | Last Night                               | 1           | 1           | 1           | 1           | 7           | —           | 2           | 79          | 28          | - USA: Platino (7) - AUS: Platino (6) - CAN: Diamante - NZL: Platino (2) - UK: Platino | One Thing at a Time         |
| 2023                                                                       | One Thing at a Time                      | 10          | 2           | —           | 16          | —           | —           | —           | —           | —           | - USA: Platino (5) - AUS: Oro - CAN: Oro                                               | One Thing at a Time         |
| 2023                                                                       | Everything I Love                        | 14          | 7           | —           | 15          | —           | —           | —           | —           | —           | - USA: Platino                                                                         | One Thing at a Time         |
| 2023                                                                       | Thinkin' Bout Me                         | 7           | 3           | 35          | 13          | 61          | —           | —           | —           | —           | - USA: Platino (3)                                                                     | One Thing at a Time         |
| 2023                                                                       | Man Made a Bar (featuring Eric Church)   | 15          | 3           | —           | 20          | —           | —           | —           | —           | —           | - USA: Platino                                                                         | One Thing at a Time         |
| 2024                                                                       | Cowgirls (featuring Ernest)              | 12          | 3           | —           | 21          | 79          | —           | —           | —           | 92          | - USA: Platino                                                                         | One Thing at a Time         |
| 2024                                                                       | Lies Lies Lies                           | 7           | 3           | 28          | 10          | 48          | 38          | —           | —           | 58          |                                                                                        | I'm the Problem             |
| 2024                                                                       | Love Somebody                            | 1           | 1           | 26          | 4           | 15          | 3           | 22          | 18          | 40          |                                                                                        | I'm the Problem             |
| 2024                                                                       | Smile                                    | 4           | 2           | 36          | 11          | 46          | 24          | —           | 51          | 52          |                                                                                        | I'm the Problem             |
| 2025                                                                       | I'm the Problem                          | 2           | 1           | 21          | 3           | 43          | 22          | 37          | 55          | 44          |                                                                                        | I'm the Problem             |
| 2025                                                                       | Just in Case                             | 4           | 2           | 61          | 12          | 77          | —           | —           | —           | —           |                                                                                        | I'm the Problem             |
| "—" indica una pubblicazione non classificata o distribuita in quel paese. |                                          |             |             |             |             |             |             |             |             |             |                                                                                        |                             |

### Come artista ospite
| Anno                                                                       | Titolo                                                | Classifiche | Classifiche | Classifiche | Classifiche | Classifiche | Classifiche | Classifiche | Classifiche | Classifiche | Certificazioni                                           | Album di provenienza                               |
| Anno                                                                       | Titolo                                                | USA         | USA Country | AUS         | CAN         | IRL         | NOR         | NZL         | SWE         | UK          | Certificazioni                                           | Album di provenienza                               |
| -------------------------------------------------------------------------- | ----------------------------------------------------- | ----------- | ----------- | ----------- | ----------- | ----------- | ----------- | ----------- | ----------- | ----------- | -------------------------------------------------------- | -------------------------------------------------- |
| 2019                                                                       | Heartless (Diplo featuring Morgan Wallen)             | 39          | 10          | 99          | 62          | —           | —           | —           | —           | —           | - AUS: Platino (4) - CAN: Platino (7) - USA: Platino (7) | Diplo Presents Thomas Wesley, Chapter 1: Snake Oil |
| 2021                                                                       | Broadway Girls (Lil Durk featuring Morgan Wallen)     | 14          | —           | —           | 27          | —           | —           | —           | —           | —           | - USA: Platino                                           | 7220                                               |
| 2021                                                                       | Flower Shops (Ernest featuring Morgan Wallen)         | 64          | 13          | —           | 62          | —           | —           | —           | —           | —           | - USA: Platino (2)                                       | Flower Shops (The Album)                           |
| 2023                                                                       | Mamaws' House (Thomas Rhett featuring Morgan Wallen)  | 22          | —           | —           | 27          | —           | —           | —           | —           | —           |                                                          | 20 Number Ones                                     |
| 2024                                                                       | I Had Some Help (Post Malone featuring Morgan Wallen) | 1           | 1           | 1           | 1           | 1           | 1           | 2           | 3           | 2           |                                                          | F-1 Trillion                                       |
| "—" indica una pubblicazione non classificata o distribuita in quel paese. |                                                       |             |             |             |             |             |             |             |             |             |                                                          |                                                    |

### Singoli promozionali
| Anno                                                                       | Titolo                                      | Classifiche | Classifiche | Classifiche | Certificazioni                                       | Album di provenienza        |
| Anno                                                                       | Titolo                                      | USA         | USA Country | CAN         | Certificazioni                                       | Album di provenienza        |
| -------------------------------------------------------------------------- | ------------------------------------------- | ----------- | ----------- | ----------- | ---------------------------------------------------- | --------------------------- |
| 2019                                                                       | Cover Me Up                                 | 52          | 15          | 50          | - USA: Platino (4) - AUS: Platino - CAN: Platino (3) | Dangerous: The Double Album |
| 2019                                                                       | This Bar                                    | 92          | 29          | 81          | - USA: Platino (2) - AUS: Oro - CAN: Platino (2)     | Dangerous: The Double Album |
| 2020                                                                       | Somebody's Problem                          | 25          | 3           | 19          | - USA: Platino (3) - AUS: Platino - CAN: Platino (2) | Dangerous: The Double Album |
| 2020                                                                       | Still Goin' Down                            | 45          | 8           | 38          | - USA: Platino (2) - AUS: Oro - CAN: Platino         | Dangerous: The Double Album |
| 2020                                                                       | Livin' the Dream                            | 74          | 19          | 58          | - USA: Platino - AUS: Oro - CAN: Platino             | Dangerous: The Double Album |
| 2022                                                                       | Don't Think Jesus                           | 7           | 1           | 27          | - USA: Platino - CAN: Oro                            | One Thing at a Time         |
| 2024                                                                       | Spin You Around (1/24)                      | 24          | 5           | 13          |                                                      | /                           |
| 2025                                                                       | I'm a Little Crazy                          | 17          | 5           | 24          |                                                      | I'm the Problem             |
| 2025                                                                       | I Ain't Comin' Back (fearuting Post Malone) | 8           | 3           | 14          |                                                      | I'm the Problem             |
| "—" indica una pubblicazione non classificata o distribuita in quel paese. |                                             |             |             |             |                                                      |                             |

## Altri brani in classifica o certificati
| Anno                                                                       | Titolo                                             | Classifiche | Classifiche | Classifiche | Certificazioni                               | Album di provenienza        |
| Anno                                                                       | Titolo                                             | USA         | USA Country | CAN         | Certificazioni                               | Album di provenienza        |
| -------------------------------------------------------------------------- | -------------------------------------------------- | ----------- | ----------- | ----------- | -------------------------------------------- | --------------------------- |
| 2015                                                                       | Spin You Around                                    | —           | —           | —           | - USA: Platino (2) - CAN: Platino (2)        | Stand Alone                 |
| 2018                                                                       | Gone Girl                                          | —           | —           | —           | - USA: Oro                                   | If I Know Me                |
| 2018                                                                       | Happy Hour                                         | —           | —           | —           | - USA: Oro - CAN: Oro                        | If I Know Me                |
| 2018                                                                       | Had Me by Halftime                                 | —           | —           | —           | - USA: Oro                                   | If I Know Me                |
| 2018                                                                       | Redneck Love Song                                  | —           | —           | —           |                                              | If I Know Me                |
| 2018                                                                       | Little Rain                                        | —           | —           | —           | - USA: Platino - CAN: Oro                    | If I Know Me                |
| 2018                                                                       | If I Know Me                                       | —           | —           | —           | - USA: Platino - CAN: Platino                | If I Know Me                |
| 2018                                                                       | Not Good at Not                                    | —           | —           | —           | - USA: Platino - CAN: Oro                    | If I Know Me                |
| 2018                                                                       | Talkin' Tennessee                                  | —           | 42          | —           | - USA: Platino - CAN: Oro                    | If I Know Me                |
| 2021                                                                       | More Surprised Than Me                             | 66          | 19          | 57          |                                              | Dangerous: The Double Album |
| 2021                                                                       | 865                                                | 46          | 13          | 44          | - USA: Platino (2) - AUS: Oro - CAN: Platino | Dangerous: The Double Album |
| 2021                                                                       | Warning                                            | 42          | 10          | 43          | - USA: Platino - AUS: Oro - CAN: Platino     | Dangerous: The Double Album |
| 2021                                                                       | Neon Eyes                                          | 63          | 18          | 52          | - USA: Platino - CAN: Platino                | Dangerous: The Double Album |
| 2021                                                                       | Outlaw (featuring Ben Burgess)                     | 86          | 29          | 69          | - USA: Oro - CAN: Oro                        | Dangerous: The Double Album |
| 2021                                                                       | Whiskey'd My Way                                   | 83          | 27          | 70          |                                              | Dangerous: The Double Album |
| 2021                                                                       | Wonderin' 'bout the Wind                           | 93          | 33          | 75          | - USA: Platino - CAN: Oro                    | Dangerous: The Double Album |
| 2021                                                                       | Your Bartender                                     | 84          | 28          | 68          |                                              | Dangerous: The Double Album |
| 2021                                                                       | Only Thing That's Gone (featuring Chris Stapleton) | 90          | 32          | 67          |                                              | Dangerous: The Double Album |
| 2021                                                                       | Rednecks, Red Letters, Red Dirt                    | —           | 41          | —           |                                              | Dangerous: The Double Album |
| 2021                                                                       | Dangerous                                          | 62          | 17          | 53          | - USA: Platino - AUS: Oro - CAN: Platino     | Dangerous: The Double Album |
| 2021                                                                       | Beer Don't                                         | —           | 39          | 96          | - USA: Oro - CAN: Oro                        | Dangerous: The Double Album |
| 2021                                                                       | Blame It on Me                                     | —           | 42          | 98          |                                              | Dangerous: The Double Album |
| 2021                                                                       | Somethin' Country                                  | —           | 47          | —           | - USA: Oro                                   | Dangerous: The Double Album |
| 2021                                                                       | Country Ass Shit                                   | —           | 45          | —           | - USA: Oro - CAN: Oro                        | Dangerous: The Double Album |
| 2021                                                                       | Whatcha Think of Country Now                       | —           | 48          | —           | - USA: Oro                                   | Dangerous: The Double Album |
| 2021                                                                       | Me on Whiskey                                      | —           | 38          | 97          | - USA: Platino - CAN: Oro                    | Dangerous: The Double Album |
| 2021                                                                       | Silverado for Sale                                 | —           | 34          | 94          |                                              | Dangerous: The Double Album |
| 2021                                                                       | Need a Boat                                        | —           | —           | —           | - USA: Oro                                   | Dangerous: The Double Album |
| 2021                                                                       | Quittin' Time                                      | —           | 46          | —           | - USA: Oro - CAN: Oro                        | Dangerous: The Double Album |
| 2021                                                                       | Bandaid on a Bullet Hole                           | —           | 30          | —           | - USA: Platino - CAN: Oro                    | Dangerous: The Double Album |
| 2021                                                                       | This Side of a Dust Cloud                          | —           | —           | —           | - USA: Oro                                   | Dangerous: The Double Album |
| 2022                                                                       | Days That End in Why                               | 57          | 7           | 50          |                                              | One Thing at a Time         |
| 2022                                                                       | Tennessee Fan                                      | 49          | 5           | 37          | - CAN: Oro                                   | One Thing at a Time         |
| 2023                                                                       | Red (Hardy featuring Morgan Wallen)                | 64          | 16          | 74          |                                              | The Mockingbird & the Crow  |
| 2023                                                                       | Born with a Beer in My Hand                        | 32          | 15          | 26          |                                              | One Thing at Time           |
| 2023                                                                       | Devil Don't Know                                   | 29          | 13          | 28          |                                              | One Thing at Time           |
| 2023                                                                       | '98 Braves                                         | 27          | 11          | 24          | - USA: Oro                                   | One Thing at Time           |
| 2023                                                                       | Ain't That Some                                    | 11          | 6           | 10          | - USA: Platino                               | One Thing at Time           |
| 2023                                                                       | I Wrote the Book                                   | 18          | 9           | 22          | - USA: Platino                               | One Thing at Time           |
| 2023                                                                       | Tennessee Numbers                                  | 38          | 18          | 39          |                                              | One Thing at Time           |
| 2023                                                                       | Hope That's True                                   | 41          | 20          | 40          |                                              | One Thing at Time           |
| 2023                                                                       | Whiskey Friends                                    | 35          | 16          | 35          |                                              | One Thing at Time           |
| 2023                                                                       | Sunrise                                            | 30          | 14          | 31          | - USA: Oro                                   | One Thing at Time           |
| 2023                                                                       | Keith Whitley                                      | 44          | 23          | 50          |                                              | One Thing at Time           |
| 2023                                                                       | In the Bible (featuring Hardy)                     | 47          | 24          | 48          |                                              | One Thing at Time           |
| 2023                                                                       | F150-50                                            | 53          | 28          | 49          |                                              | One Thing at Time           |
| 2023                                                                       | Neon Star (Country Boy Lullaby)                    | 48          | 25          | 45          |                                              | One Thing at Time           |
| 2023                                                                       | I Deserve a Drink                                  | 52          | 27          | 51          |                                              | One Thing at Time           |
| 2023                                                                       | Wine into Water                                    | 59          | 33          | 59          |                                              | One Thing at Time           |
| 2023                                                                       | Me + All Your Reasons                              | 51          | 26          | 52          |                                              | One Thing at Time           |
| 2023                                                                       | Money on Me                                        | 72          | 39          | 71          |                                              | One Thing at Time           |
| 2023                                                                       | Single Than She Was                                | 56          | 31          | 53          |                                              | One Thing at Time           |
| 2023                                                                       | Last Drive Down Main                               | 65          | 36          | 62          |                                              | One Thing at Time           |
| 2023                                                                       | Me to Me                                           | 71          | 38          | 67          |                                              | One Thing at Time           |
| 2023                                                                       | 180 (Lifestyle)                                    | 63          | 35          | 57          |                                              | One Thing at Time           |
| 2023                                                                       | Had It                                             | 75          | 41          | 81          |                                              | One Thing at Time           |
| 2023                                                                       | Good Girl Gone Missin'                             | 69          | 37          | 63          |                                              | One Thing at Time           |
| 2023                                                                       | Outlook                                            | 76          | 42          | 78          |                                              | One Thing at Time           |
| 2023                                                                       | Dying Man                                          | 43          | 22          | 47          |                                              | One Thing at Time           |
| 2023                                                                       | Stand by Me (Lil Durk featuring Morgan Wallen)     | 22          | —           | 27          |                                              | Almost Healed               |
| 2024                                                                       | Hangin' On (con Ernest)                            | —           | 37          | —           |                                              | Nashville, Tennessee        |
| "—" indica una pubblicazione non classificata o distribuita in quel paese. |                                                    |             |             |             |                                              |                             |